# 诺瓦克·埃娃
诺瓦克·埃娃（匈牙利語：Novák Éva，1930年1月8日—2005年6月30日），匈牙利女子游泳运动员。她曾代表匈牙利参加1948年和1952年夏季奥林匹克运动会游泳比赛，共获得一枚金牌、二枚银牌和一枚铜牌。